# Stephanie Cayo
Pour les articles homonymes, voir Cayo.
Stephanie Cayo, née le 8 avril 1988 à Lima au Pérou, de son vrai nom Stephanie Cristina Cayo Sanguinetti, est une actrice, chanteuse, mannequin et danseuse péruvienne. Elle s'est fait connaître en 2004 pour son rôle principal dans le feuilleton vénézuélo-péruvien Besos robados (es).
Elle est connue en Colombie pour sa participation à des productions telles que La marca del deseo (en), Doña Bella, El secretario, puis La Hipocondríaca. Elle a également eu un rôle principal dans les séries télévisées, Club de Cuervos (en) et La Hermandad (en).

## Carrière
Enfant, Stephanie Cayo fait ses premières apparitions dans des publicités télévisées. À l'âge de 10 ans, elle fait ses débuts d'actrice dans le feuilleton Travesuras del corazón. Elle fait ensuite quelques apparitions à la télévision dans les telenovelas María Emilia, querida en 1999 et Estrellita en 2000.
Elle revient à la télévision en 2004, en jouant dans Besos robados (Baisers volés), un feuilleton pour la jeunesse qui lui apporte une renommée internationale. En 2005, elle prête sa voix au film d'animation Les Pirates du Pacifique.
À l'âge de 17 ans, Stephanie Cayo étudie le théâtre au TVI Actors Studio de New York, puis la danse au Broadway Dance Center. À son retour, elle reçoit des propositions pour jouer dans des productions colombiennes, notamment sa participation en 2007 à la telenovela colombo-américaine La marca del deseo, avec l'acteur vénézuélien Juan Alfonso Baptista.
En 2009, elle tourne un épisode dans la série Tiempo Final de la Fox Channel. L'année suivante, elle participe comme actrice à la telenovela Doña Bella pour RCN Televisión et Telefutura.
[à développer]
Sa carrière d'actrice atteint une autre dimension lorsqu'elle fait sa percée à Hollywood avec le film Force of Nature, qu'elle tourne avec Mel Gibson en 2020.

## Vie privée
Stephanie Cayo est la fille de Mario Alberto Cayo Quintana et d'Ana Cecilia Sanguineti Bernales. Elle étudie à Lima au Colegio Fap José Quiñones de La Molina. Ses frères et sœurs sont tous devenus acteurs, chanteurs ou danseurs.
Après trois ans de mariage avec l'homme d'affaires américain Chad Campbell, Stephanie Cayo officialise sa relation avec l'acteur espagnol Maxi Iglesias en 2021.

## Annexe